# 비밀 (우에하라 아즈미의 노래)
〈비밀〉(일본어: 秘密,ひみつ / 히미츠)은 우에하라 아즈미의 여섯 번째 싱글이다. 2005년 12월 7일 GIZA Studio에서 발매하였다.

## 개요
사실상의 우에하라 아즈미의 복귀 작품으로, 약 3년 3개월 만에 발매되는 싱글이다.
작곡에는 doa의 멤버인 도쿠나가 아키히토가 담당하였다. (커플링 곡의 작곡은 Hiya＆Katsuma가 담당하였다.) 편곡에는 오자와 마사즈미가 참가하면서 전작들에 비해 곡의 분위기가 록 스타일로 나오기 시작하였다.
처음이자 마지막으로 초회한정반에 DVD가 포함되어 발매되었다.

## 수록곡
CD는 한정반, 통상반 공통적이지만, DVD는 초회한정반에만 포함되어 있다.

### CD
1. 비밀(일본어: 秘密)
작사：우에하라 아즈미 / 작곡：도쿠나가 아키히토 / 편곡：오자와 마사즈미
2. Silent
작사：우에하라 아즈미 / 작곡：Hiya＆Katsuma / 편곡：오자와 마사즈미
3. 비밀 ~Instrumental~
4. Silent ~Instrumental~

### DVD
1. Document movie&interview
2. 비밀(일본어: 秘密) GIZA Studio presents TURTHDAY LIVE @hills 빵공장(2005.7.28)

※라이브 실황 영상이다.

## 차트 성적
- 최고순위 40위 (오리콘)